# Кобзев, Игорь Иванович (поэт)
Игорь Иванович Кобзев (19 августа 1924, Ростов-на-Дону, Юго-Восточная область — 10 мая 1986, Москва) — русский советский поэт, литературный критик, публицист и общественный деятель; известен также как живописец. Участник Великой Отечественной войны. Отец синолога Артёма Кобзева.
Организатор и руководитель Общественного музея «Слово о полку Игореве», размещавшегося в Погодинской избе (Москва, Погодинская улица, 12А).

## Биография
Родился в Ростове-на-Дону в семье железнодорожника.
С 1943 года служил инструктором штаба ПВО различных фронтов. Первые стихи опубликовал в 1943 году в армейской газете 4-го Украинского фронта. В 1950 году окончил Литературный институт имени А. М. Горького в Москве.
Первая книга стихов «Прямые пути» вышла в 1952 году; как указывает А. В. Блюм, в 1956 году этот сборник был изъят из библиотек в связи с обилием сталинистских стихотворений (например, «За гробом Жданова»), а также нападками на режим Тито в Югославии. За первым сборником последовал целый ряд книг и публикаций в массовой прессе (особенно в журнале «Огонёк»).
Работал литсотрудником отдела комсомольской жизни газеты «Комсомольская правда», внештатным разъездным корреспондентом журналов «Огонёк» и «Смена».
В 1965 году поэт поселился на даче в посёлке Семхоз в окрестностях Загорска (Сергиева Посада) Московской области. Там он вошёл в литературный кружок во главе с И. М. Шевцовым. Впоследствии эта группа из 20 человек стала называть себя отрядом патриотов-радонежцев.
Кобзев проявлял большой интерес к языческой Руси и противопоставлял его «насильно насаждённому» христианству, якобы нанёсшему непоправимый вред исконной русской культуре. В стихах поэта присутствует идея посягательства христианской религии на «русскую душу», в уничтожении языческих духовных ценностей с целью порабощения «русичей» и ослабления их воли к сопротивлению захватчикам. В его программной статье «Витязи» (1971) упоминается «Велесова книга». Статья была направлена против искажений русского языка и русской истории некими недоброжелателями, тогда как на самом деле, по мнению Кобзева, «у русского народа, так же как и у русского языка, бесконечно глубокие корни, уходящие в туманнейшие дали тысячелетий». Также автор призывал бороться с сионизмом. Кобзев требовал издания текстов «Велесовой книги» (1977) и публиковал стихотворные переводы отдельных её отрывков (1982).
В течение ряда лет Кобзев работал над поэтическим переводом «Слова о полку Игореве» (издан в сборнике «Весенние заботы», 1985). Поэт выдвинул предположение, что автором «Слова» был сам князь Игорь. В декабре 1977 года Кобзев организовал в Москве общественный музей «Слова о полку Игореве», размещавшийся в Погодинской избе при москворецком районном отделении Всероссийского общества охраны памятников истории и культуры. Среди активистов музея насчитывалось около 100 человек. Главной целью музея были изучение и пропаганда великих памятников русской литературы. Основную работу вёл сам поэт, возглавлявший музей со дня основания вплоть до своей кончины.
Кобзев был также художником, ему принадлежит серия картин на сюжет «Слова…».

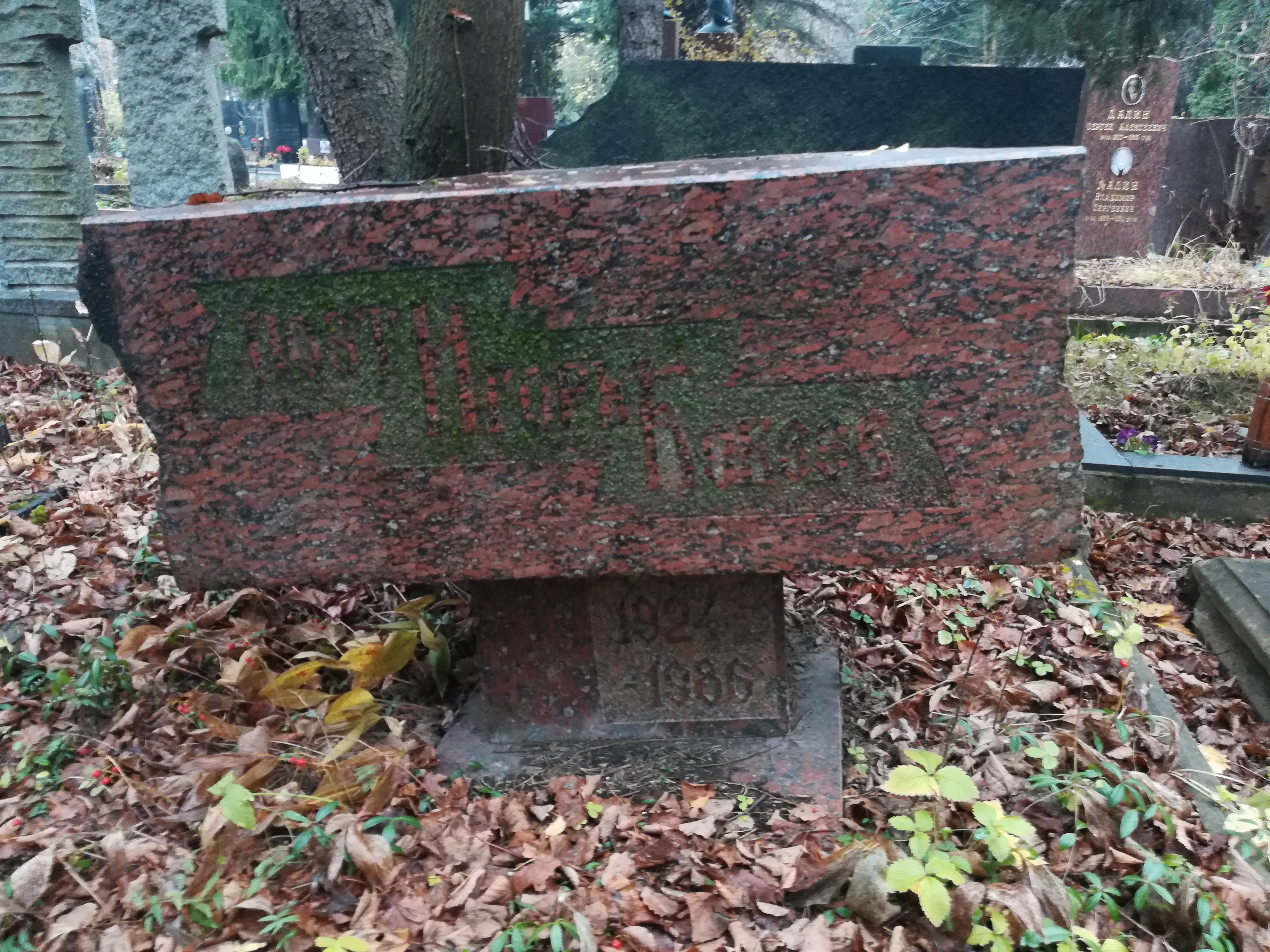
Могила Кобзева

Похоронен в Москве на Кунцевском кладбище (10-й участок).

## Оценки
Бенедикт Сарнов впоследствии вспоминал :

В Литературном институте, где я учился, ниже всех наших институтских поэтов котировался именно он — наш комсомольский вожак, Игорь Кобзев. На верхней же ступени этой нашей внутриинститутской поэтической иерархии стоял Мандель (будущий Коржавин). Борис Слуцкий в связи с этим предложил тогда такую формулу измерения поэтической силы: «Один мандель = сто кобзей».

По характеристике Андрея Туркова, «озлобленный и уронивший свой талант человек».
Пародию на стихотворение Кобзева 
Ну так чем же мужчину проверить:
Юбкой? Брюками? Краской ТЭЖЭ?
Или тем лишь, что ходите в двери,
Где написано «М», а не «Ж»!
написал Александр Иванов

## Цитаты
О КПСС Кобзев писал:
Всё, что Счастьем зовётся,

Всё, чем век наш украшен, —

Знаю, вызвали к жизни

Руки Партии нашей.

Это — руки солдата

И героя науки,

Это — руки строителя,

Нашей Партии руки!
От космических далей

До глубин океанских —

Всё обязано славе

Этих рук великанских!

Эти руки в Грядущее

Запустили ракету,

Чтобы к Солнцу и Счастью

Повернуть всю планету!
В поэме «Падение Перуна» устами Вещего Бояна Кобзев говорит: 
Коль ты примешь, князь, христианский лад,

К нам на Русь, говорю заранее:

Вороньём церковники налетят,

Навезут «святое писание».

Хоть писание это «святым» зовут,

Трудно книгу сыскать развратнее.

В ней и ложь, и грязь, и постыдный блуд,

И вражда, и измена братняя. <…>

На широких стогнах, в ночных кострах

Жгли языческое «чернокнижие».

Все, что русский люд испокон веков

На бересте чертил глаголицей,

Полетело чохом в гортань костров,

Осененной царьградской троицей.

И сгорали в книгах берестяных

Дива дивные, тайны тайные,

Заповеданный голубиный стих

Травы мудрые, звезды дальние.

## Сочинения
Поэмы
- Падение Перуна
- Лесная сказка

Стихотворения
- Прямые пути. Стихи. — М.: Молодая гвардия, 1952. — 103 с. — 10000 экз.
- Мои знакомые. Стихи. — М.: Советский писатель, 1956. — 112 с. — 10000 экз.
- В борьбе за это. Стихи (монография) М.: Молодая гвардия, 1957. — 188 с.
- Да здравствует романтика!: Стихи. Повесть в стихах. [Худож. Г. К. Бедарев] — М.: Советская Россия, 1959. — 133 с.; ил. — 10000 экз.
- Первая встреча. Стихи, очерки и рассказы. — М.: Московский рабочий, 1959. — 424 с. — 5000 экз.
- Московский май. Стихи. Песни. «Сердце бойца»: поэма (монография) — М.: Московский рабочий, 1960. — 92 с.
- Такой характер. Стихи. Поэма «На родине героя» — М.: Воениздат, 1960. — 88 с.
- Лицом к солнцу. Новые стихи. — М.: Советская Россия, 1962. — 135 с. — 25000 экз.
- Шпага чести. Стихи. — М.: Молодая гвардия, 1963. — 152 с. — 45000 экз.
- Лебеди в Москве. Лирические стихи. — М.: Московский рабочий, 1964. — 160 с. — 35000 экз.
- Встреча с песней. Стихи и поэма. — М.: Советская Россия, 1965. — 160 с. — 50000 экз.
- Радонежье. Новые стихи. — М.: Советская Россия, 1968. — 142 с. — 50000 экз.
- Золотая Москва. Новые стихи — М.: Московский рабочий, 1968. — 135 с., илл.
- Гусляры. Новые стихи и поэма «Лесная сказка» — М.: Московский рабочий, 1971. — 112 с., илл. Н. Фильчагина
- Витязи. Избранное. Стихи. — М.: Советская Россия, 1971. — 240 с., илл. автора
- Город цветов. Новые стихи и поэмы. — М.: Современник, 1974. — 111 с.
- Дума о России. Поэмы. — М.: Воениздат, 1976. — 174 с. — 25000 экз.
- Мгновения. Стихи и поэма. — М.: Советский писатель, 1977. — 128 с. — 20000 экз.
- Красное с золотым. Стихотворения и поэмы. — М.: Современник, 1982. — 143 с., 20 000 экз.
- Весенние заботы. Новые стихи. — М.: Советский писатель, 1985. — 128 с.
- Избранное. Стихотворения и поэмы. — М.: Художественная литература, 1985. — 407 с.
- Иван-озеро. Стихотворения и поэмы. — М.: Советская Россия, 1989. — 192 с.
- Донбасский вальс (впоследствии на слова произведения написана песня композитора А. Холминова)

Статьи
- О любви и нелюбви // Русская речь. — 1970. — № 3. — С. 45—51.
- Витязи. — М.: Советская Россия, 1971.
- Где прочитать «Влесову книгу»? // Литературная Россия. — 1977. — 2 декабря (№ 49). — С. 19.
- Вокруг рукописи на дощечках // В мире книг. — 1982. — № 10. — С. 62.
- Где нашли «Влесову книгу»? // В мире книг. — 1984. — № 3. — С. 51—52.
- Кобзев И. И., Макаров Б. В. Одна строка из летописи // Боян: Сборник. Материалы Общественного Музея «Слово о полку Игореве». Вып. 1. — М.: Экслибрис-Пресс, 2010. — С. 23—27. — 456 с. — 200 экз. — ISBN 978-5-88161-315-0. (в пер.)

## Песни на стихи
В репертуаре вокально-инструментального ансамбля Гусляры (1966—1987) есть песни на стихи Игоря Кобзева, музыка Михаила Мамина: «Гусляры», «Снегири», «На реке», «Гроза», «Луноцветы». Название ВИА Гусляры возникло под влиянием творчества Игоря Кобзева. Концерты группы всегда начинались песней «Гусляры» на стихи Кобзева.